# Grammofon
En grammofon er en betegnelse for en apparat til afspilning af lyd, lagret på en grammofonplade. Selve betegnelsen grammofon bruges ikke ret meget længere.[kilde mangler] I stedet taler man om en pladespiller.

## Pladespillerens dele
En pladespiller er en videreudvikling af fonografen. Den består af et kabinet og en roterende pladetallerken, sædvanligvis lavet af metal. Denne pladetallerken er enten remdrevet, mellemhjulsdrevet, magnetisk drevet eller direkte drevet af en elmotor. Pladetallerkenen skal (almindeligvis) rotere med en hastighed på 33 eller 45 omdrejninger pr. minut. På pladetallerkenen ligger en plademåtte, som almindeligvis er lavet af gummi. Måtten har til formål at dæmpe resonanser i pladene under afspilning. Nogle bruger i stedet en antistatisk kulfiberplade, der skal fjerne eventuel statisk elektricitet fra pladen, som tiltrækker støv.
På pladetallerknen lægges vinylpladen med musik, der er lagret i en rille, hvor små højdevariationer indeholder informationen om musikken. Rillen aflæses af en pickup monteret på enden af en tonearm med modvægt. Når pickupnålen bevæges, induceres en strøm, som sendes videre til en forstærker.
Pladespilleren kan desuden være forsynet med støvlåg, da støv på vinylpladen kan skabe forstyrrende knitren, når pickupnålen aftaster rillen.

## RIAA eller ej
Rillerne ville komme til at fylde for meget, hvis pladerne blev skåret med lineær/lige frekvensgang. Grunden er, at bastoner har en langt større amplitude end de højere frekvenser (amplituden for et givet lydtryk fordobles, når frekvensen halveres). Dette ville føre til store nåleudsving. Desuden støjer pladerne meget i sig selv under afspilning og diskantens styrke er normalt svag i musik, derfor dæmpes bassen og diskanten hæves inden indspilning. I RIAA-standarden defineres anvendelse af et nøje specificeret forbetoning af signalet under indspilning. Forbetoningen ændres via et RIAA-filter hvor der laves basdæmpning og diskanthævning.
Under afspilning sendes signalet igennem en forforstærker med RIAA-efterbetoning, som vender frekvensgangen om, således, at pladens dæmpede frekvenser bliver forstærket tilsvarende, så signalets frekvensgang bliver som oprindelig. Da signalet fra pickuppen desuden er meget svagere end almindelige linjesignaler, som eksempelvis cd-afspillere opererer med, forstærker RIAA-forforstærkeren signalet, så en almindelig forstærker kan håndtere signalet.
Nogle forstærkere har indbygget RIAA-forforstærker, og pladespilleren kan derfor sættes direkte til pladespiller-indgangen (eller phono-indgangen) på en sådan forstærker. Nogle typer pladespillere er desuden forsynet med en indbygget RIAA-forforstærker, og disse skal derfor sættes til en af de almindelig indgange på forstærkeren. Har hverken pladespilleren eller forstærkeren en RIAA-forforstærker kan en separat RIAA-forforstærker anvendes.
RIAA er blot en blandt mange standarder. RIAA-standarden blev defineret af Recording Industry Association of America – heraf forkortelsen. Selve RIAA-standarden findes reelt i to udgaver, skønt den ene ret hurtigt blev droppet. Men selvom RIAA er næsten enerådende som standard, er det dog kun plader fra omkring 1955 og opefter, der er skåret efter den standard. Tidligere brugtes blandt andet betoningerne DECCA, FFRR, COLUMBIA, HMV m.fl.
Hver af disse standarder har hver deres nøje definerede frekvensgang. Derfor vil det eksempelvis ikke være hensigtsmæssigt at afspille en gammel HMV-plade på en pladespiller, der er tilsluttet en RIAA-forstærker. Frekvensgangen vil blive forkert. Både skærefrekvenserne og forstærkningen/dæmpningen er forskellig. Et fornuftigt resultat kan ganske vist tillempes ved hjælp af en equalizer. Men den eneste løsning, der reelt kan anbefales, er en forforstærker, der kan håndtere den specifikke afspilningskurve. Der findes enkelte såkaldte Multicurve Disk Preamp's på markedet, der kan klare en korrekt gengivelse af, i praksis, samtlige plader (se link nederst på siden).

## Forskellige pickupper
Der findes som udgangspunkt to pickup-typer; Moving-coil (MC) og Moving Magnet (MM). MM var oprindeligt det mest almindelige. Hvor MC typisk har et output-signal på max. ca. 0,1-0,2 mV og MM har et output-signal på max. ca. 1,5-2,5 mV. Lytter man til en MC pick-up skal man derfor enten have en speciel MC-transformator, som øger signalspændingen til ca. 2 mV – eller have en speciel forforforstærker (3*for), som kan forstærke ekstra støjsvagt – ca. 10 gange før signalet blev sendt ind i RIAA-forstærkeren. MC-pickupper har den fordel, at de lyder bedre, men samtidigt er de generelt også dyrere.
Desuden findes det af B&O patenterede Moving Micro Cross-system (MMC), der i hvert fald teoretisk har bedre kanalseparation og kan gøres lettere end andre typer med mindre slid på pladerne til følge.
I dag kan man købe laserpladespillere som i stedet for en pickup anvender laserlys til at hente musikken op af rillerne. Fordelen er at pladerne så ikke slides og ikke bliver ladet med statisk elektricitet. Laserpladespillere kan have indbygget knitrefilter. Nogle laserspillerfabrikanter hævder, at selv knækkede og ikke helt samlede plader fint kan afspilles. Pladespillere, der anvender laser i stedet for en "almindelig" pickup, er i reglen meget kostbare, hvorfor de for de fleste formentligt ikke udgør et reelt alternativ.

## Modeller
Der fabrikeres og sælges stadig pladespillere. De populærmodeller som har holdt længst, sælges under navnet Technics i 1200- og 1210-serien. Disse modeller blev lanceret i 1970'erne, og er efterlignet af en række andre mærker. De er direkte drevet, har ingen automatik, kan trinløst ændre omdrejningshastighed og anses for klassiske DJ-pladespillere.
I den mere seriøse afdeling kan nævnes pladespillere fra tyske Thorens og ligeledes tyske EMT, der – både hvad angår rummel (der bedst kan betegnes som pladespillerens egenstøj, og derfor naturligt nok opgives før forstærkning), opstartshastighed, stabilitet, motorkvalitet m.v. – er de fleste pladespillere overlegne. EMT model 950 var derfor også standard i stort set alle radiofoniers afviklingsstudier, da man for alvor brugte plader.
De fleste Dual-pladespillerne er fuldautomatiske. Der findes i dag utallige fabrikanter af pickups. ELP hedder firmaet der producerer laserpladespiller.

### Sonobox
En Sonobox fungerer som enhver anden pladespiller, dog er forskellen, at det ikke er vinylpladen der roterer, men nålen i Sonobox'en der roterer.